# Snakebite (Whitesnake)
Snakebite is het eerste resultaat van een verregaande samenwerking tussen David Coverdale en Micky Moody, die dan de naam Whitesnake introduceerden. Deze ep, die eerst verscheen onder de naam David Coverdale’s Whitesnake, werd opgenomen in de Central Recorders Studio in Londen van 7 tot 13 april 1978. Whitesnake had ook een nieuwe muziekproducent in Martin Birch. 
Het kortdurende tussenalbum bevat Ain’t no love in the heart in the city een "Whitesnake-klassieker", maar dat was niet de opzet. Coverdale was in eerste instantie niet van plan het nummer op te nemen, maar het werd concerttoer na concerttoer van Whitesnake steeds gespeeld.

## Musici
- David Coverdale – zang
- Micky Moody – gitaar, achtergrondzang
- Bernie Marsden – gitaar, achtergrondzang
- Neil Murray – basgitaar
- Dave Dowie – slagwerk, percussie

Met
- Pete Solley – toetsinstrumenten

## Muziek
| Nr. | Titel                                                             | Duur |
| --- | ----------------------------------------------------------------- | ---- |
| 1.  | Come on (Coverdale, Marsden)                                      | 3;31 |
| 2.  | Bloody Mary (Coverdale)                                           | 3:18 |
| 3.  | Ain’t no love in the heart of the city (Michael Price, Dan Walsh) | 5:07 |
| 4.  | Steal away (Whitesnake)                                           | 4:16 |

De ep werd later bij compact disc-uitgave aangevuld met vier tracks van North winds, zie voor musici aldaar. Producer van deze vier nummers was Roger Glover.

| Nr. | Titel                                     | Duur |
| --- | ----------------------------------------- | ---- |
| 1.  | Breakdown (Coverdale, moody)              | 5:12 |
| 5.  | Keep on giving me love (Coverdale, Moody) | 5:13 |
| 6.  | Queen of hearts (Coverdale, Moody)        | 5:15 |
| 7.  | Only my soul (Coverdale)                  | 4:33 |